# Газанфер-ага
Газанфе́р-ага́ (тур. Gazanfer Aga; до 1559 — 6 января 1603, Стамбул) — османский раб венецианского происхождения, служивший главой белых евнухов в гаремах трёх османских султанов — Селима II, Мурада III и Мехмеда III. Газанфер был одним из самых влиятельных служащих султанского дворца и одним из главных сторонников матери Мехмеда III Сафие-султан.

## Биография

### Происхождение
Согласно итальянскому тюркологу Марии Пии Педани, Газанфер был сыном Джакомо и Франческины Цорци Микьель. В 1559 году Газанфер вместе с матерью, братом и двумя сёстрами был захвачен в плен османами по пути в Будуа, город в Венецианской Албании, где глава семьи служил подестой. Франческине удалось выкупить себя и двоих дочерей, однако сыновей очень быстро перевезли в султанский дворец, и она ничего не могла сделать для них.
Али Акйылдыз в статье о Сафие-султан в «Исламской энциклопедии» писал, что Газанфер был венгром. Американский профессор истории Лесли Пирс также придерживалась этой версии. Однако Педани, ссылаясь на прусского историографа Леопольда Ранке, который, в свою очередь, цитировал донесение венецианского посланника в Стамбуле Матео Зане за 1594 год, отмечала, что венгром его прозвали за инцидент, произошедший во время его участия в венгерской кампании, когда Газанферу почти удалось убедить султана бежать вместе с ним с поля боя, спрятавшись в карете.

### Служба во дворце
В османском дворце братья приняли ислам, получили имена Джафер и Газанфер и были определены на службу к шехзаде Селиму, на тот момент старшему сыну и наследнику султана Сулеймана I. Когда Селим взошёл на османский трон, обоим братьям было предложено перейти на службу во внутренние покои дворца (эндерун), для чего им нужно было стать евнухами. Согласно некоторым источникам, Джафер не пережил операцию; однако, согласно венецианским источникам, в 1577 году, когда его предшественник был отправлен в отставку, он был назначен на должность одабаши (главы евнухов в личных покоях султана). Согласно тем же источникам, сам Газанфер стал главой белых евнухов (капы агасы), а после смерти брата в 1582 году занял ещё и пост одабаши. Таким образом, Газанфер-ага стал одним из самых влиятельных людей в Османской империи: он занимал свои должности на протяжении тридцати лет, пришедшихся на правление трёх султанов — Селима II, Мурада III и Мехмеда III.
Капы агасы был одним из самых важных служащих при османском дворе и одной из двух влиятельных персон внутреннего двора (второй была Джанфеда-хатун); помимо собственно управления белыми евнухами во дворце, Газанфер-ага на этом посту также управлял Эндеруном. Он был одним из ближайших советников султана и знал самые сокровенные дела государства, более того, султан лично выбрал его из числа евнухов. Газанфер-ага занимал покои у ворот, отделявших внутренние покои дворца от внешнего двора Топкапы, и именно через него султан давал разрешение любому войти во Внутренний дворец и посылал свои распоряжения правительству. Кроме того, при восшествии на престол нового султана он играл важнейшую роль, вызывая его в столицу и иногда на несколько дней скрывая известие о смерти предыдущего султана.
В 1590 году Газанфер-ага, по примеру других ренегатов, вызвал в Стамбул свою мать и одну из сестёр, которым было позволено беспрепятственно проходить в султанский дворец. Педани пишет, что в окрестностях дворца между Франческиной и матерью Омера-аги, происходившего родом из Зары, произошла ссора, в ходе которой мать Газанфера упрекнула женщину в том, что та в возрасте 60 лет обратилась в ислам и заставила сделать тоже самое свою дочь.

### Падение и смерть
При жизни Газанфера должность капы агасы приобрела большой политический вес, вероятно, благодаря его связям с валиде Сафие-султан и её двором. 
До 1603 года Газанфер-ага, Сафие-султан и их партия успешно руководили османской политикой. Газанфер вошёл в число восьми человек, за исключением валиде-султан, которых бунтовщики 21 марта 1601 года в Ая-Софье назвали настоящими властителями государства; они также заявили, что султан был не господином государства, а только его «мютевелли» (администратором). Пока сипахи и улемы оставались разобщёнными, а эти девять человек получали поддержку янычар, они могли заниматься государственными делами. Свою власть Газанфер-ага, как и другие сторонники валиде Сафие-султан, утратили лишь тогда, когда против них объединились сипахи, улемы и янычары.
В начале 1603 года янычары и сипахи снова взбунтовались из-за коррупции, взяточничества и слишком высоких цен. 5 января капыкулу позвали Мехмеда III на внеочередной диван и заявили султану, что он не знает реальной ситуации в стране, всеми государственными делами заправляет валиде и падкие на наживу люди из её окружения, чем наносят огромный вред государству. Мехмед III же до последнего не верил в вину матери. Повстанцы к этому моменту уже желали низложить Мехмеда III и посадить на трон его сына Махмуда; они не настаивали на казни Сафие-султан, но потребовали её высылки. При этом они настояли на казни её верных сторонников, и султан пошёл им на уступки: из ближайшего окружения Сафие 6 января 1603 года были казнены сам Газанфер и кызляр-ага Осман. Газанфер был похоронен в мавзолее на территории собственного комплекса, состоявшего из медресе, мавзолея и фонтана.

## Благотворительность
Газанфер-ага покровительствовал художникам и писателям, среди которых, в частности, был историк Гелиболулу Мустафа Али.

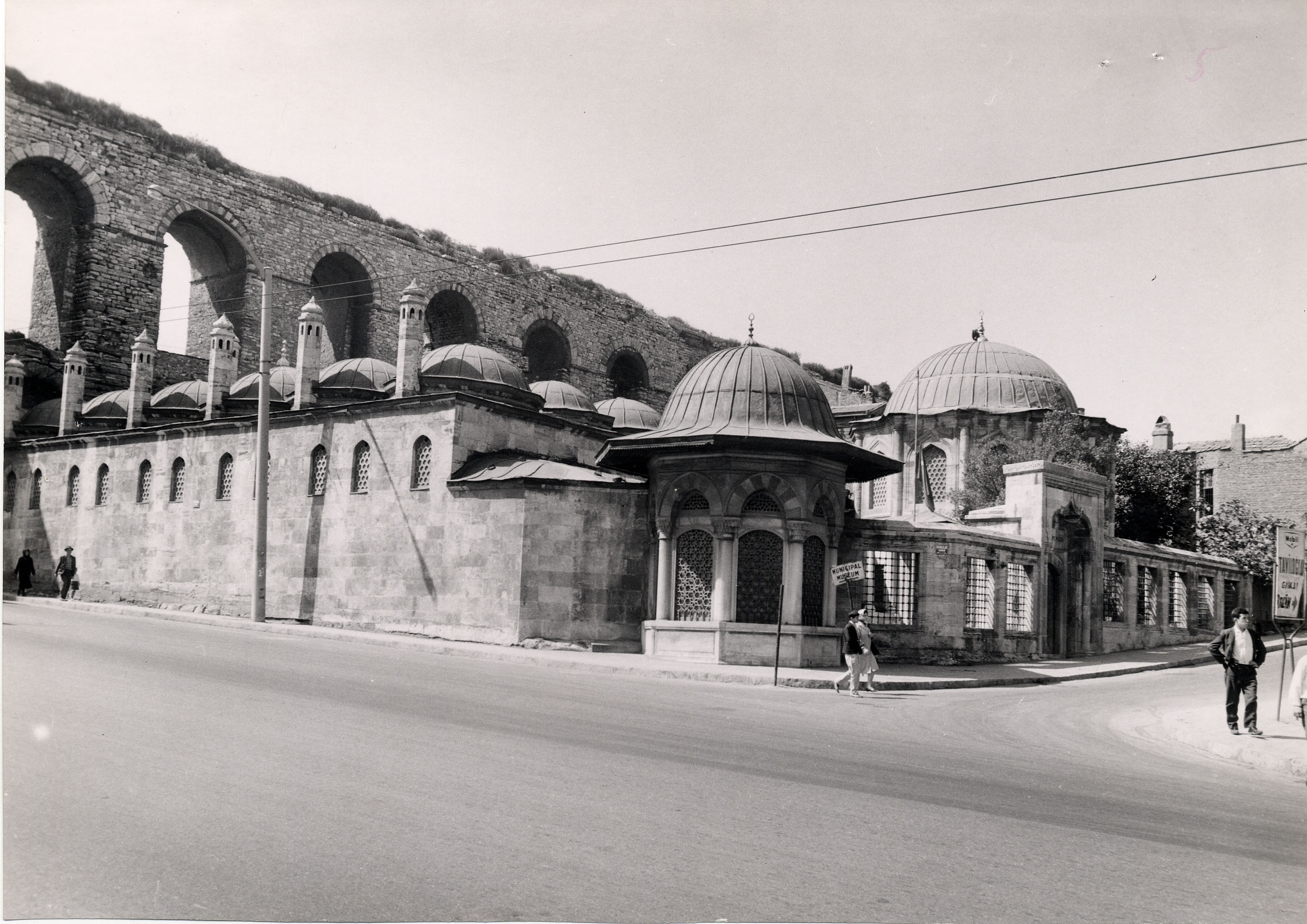
Медресе Газанфера-аги. Фотография из архива архитектора Ульген, Али Саим

В 1593 году Газанфер получил разрешение султана Мурада III на строительство собственного медресе; архитектором которого стал главный султанский архитектор Давуд-ага. Под строительство медресе был выделен участок у акведука Боздоган на современном бульваре Ататюрка. Помимо медресе, строительство которого завершилось приблизительно в 1596 году, в кюллие Газанфера-аги вошли тюрбе его основателя и фонтан (сибиль). В 1782 году кюллие пострадало при пожаре, но вскоре было восстановлено. Согласно переписи стамбульских медресе, по состоянию на 23 июля 1869 года в медресе Газанфера проживало 25 человек; по состоянию на 2 сентября 1914 года медресе могло вместить на постоянное проживание 30 человек. Доклад от августа 1908 года, перечисляя служащих медресе, сообщает, что здание было полностью восстановлено после разрушительного пожара. После провозглашения Республики медресе было закрыто, а сам комплекс пришёл в запустение и стал разрушаться. В то время, как другие исторические строения были уничтожены при строительстве бульвара Ататюрка, кюллие Газанфера-аги удалось сохранить благодаря тому, что располагалось оно на самом краю строящегося бульвара. В 1943—1944 годах архитектор Экрем Хаккы Айверди восстановил комплекс, после чего медресе было отдано под городской музей, где выставлялись местные артефакты. В бытность мэром Стамбула Бедреттина Далана часть экспозиции музея была перевезена во дворец Йылдыз, а в медресе Газанфера-аги открылся музей Истории в картинках и карикатур. В 1994 году музей планировалось закрыть, однако планы были отменены.

## В культуре
Газанфер является одним из второстепенных персонажей 4 сезона турецкого телесериала «Великолепный век», роль исполнил Джавит Четин Гюнер.